# مهردشت
مِهردَشت، شهری است در شهرستان ابرکوه در استان یزد. این شهر در بخش بهمن ِ شهرستان ابرکوه واقع است. فاصله ی این شهر تا یزد، مرکز استان، تقریبا 150 کیلومتر است.

## مهرآباد در سفرنامه ژان اوتر
تنها قریه ای که مکتب دارد قریه مهرآبا‌د است . حدود یک قرن از کوچ چچنی ها به مهرآباد گذشته است و نادر افشار سیاست سرکوب خود را بر آنها ادامه میدهد ، هیچکس حق سخن گفتن به زبان اجدادی خود را ندارد و فقط زبان فارسی رواج دارد . در بین این مردم میتوان غرور و تکبر را حتی بعد از تبعید و شکست از صفوی ها احساس کرد . صبح به سمت دهبید حرکت کردیم ........

### پیشینه
شهر مهردشت از تجمیع سه روستای مهرآباد، اِردی و نصرت‌آباد تشکیل شده‌است. هر کدام از این هسته‌ها خود از محلات مختلف تشکیل شده‌است.
محلات مهردشت
- اردی:

دروازه، دوازده امام، رحمت آباد، قلعه بی بی. شهرک
- مهرآباد:

نادعلیا، صدرآباد، حاجی‌آباد، حسینیه، لانیا مهرآباد. کشمیر (کشیر) دشت ، لیلاآباد
- نصرت‌آباد:

درب قلعه، قلعه نو و پشت قلعه

## امامزادگان سید احمد و سید محمود
امامزادگان سید احمد و سید محمود (ع) دو برادر از نوادگان امام موسی بن جعفر (ع) بوده، حرم آنها در یک ساختمان واقع است و یکی از زیارتگاه های شهر مهردشت است، که بر سر جاده جدید ابرکوه-مروَست قرار گرفته است.
ساختمان قدیمی آن مربوط به دوره صفویه بود که تخریب شده و به سبک جدید در محله مهرآباد بازسازی شده است. این امامزاده هم اکنون مورد توجه و احترام خاص اهالی منطقه است.

## امامزاده بی بی نصرت
حرم این امامزاده در نصرت آباد، درب قلعه، واقع است. این مکان مورد احترام اهالی منطقه است و مدت‌ها مرکز سخنرانی و مراسمات مذهبی بوده است. یکی از درب های این مقبره به سمت میدانِ قلعه باز می‌شده و محل تجمع افرادی بوده که برای حضور و گوش سپردن به سخنرانی ها می آمدند. یعنی هم فضای اتاق و هم فضای میدان از مستمعین پر می‌شده است. اهالی محل از ایشان با لفظ بی بی یاد می کنند. مقبره‌ی ایشان به خانه‌ی بی‌بی معروف است. این مکان محل نذر مذهبی نیز می باشد و با برآورده شدن حاجات، مردم نذورات خود را به این مکان اهدا می کنند. در سال ۱۴۰۳، طرح توسعه‌ی این حرم شروع شد.

## خانه‌ی قدیمی مرحوم حاج محمدطاهر حیدری
این بنا در نصرت آباد واقع است و از جنس خشت و گل است و مربوط به دوره قاجاریه و از دو بخش قدیم و جدید تشکیل شده است. بطوری که بخش قدیم آن در قلعه درونی و اولیه روستا و بخش جدید آن در قلعه بیرونی ساخته شده است. این دو بخش توسط یک دالان زیر گذر به هم متصل شده اند.
این بنا متأثر از فرهنگ اسلامی و معماری رایج، همانند خانه آقازاده ابرکوه، ساخته شده است. حیاط مرکزی بزرگ از ویژگی های خاص آن است.
در بخش قدیمی این بنا سالن نسبتاً خوبی ساخته اند؛ در ایام محرم با دعوت روحانیون از اطراف، مراسم روضه خوانی و سوگواری در آن برگزار می‌شده است.

## موقعیت جغرافیایی
مهردشت از یک سو به شاخه ای از کوهستان زاگرس و سوی دیگر به کویر ابرکوه (ابرقو) متصل است ، آب و هوای مهردشت در پاییز و بهار معتدل و کوهستانی است اما در تابستان تحت تأثیر توده سودانی گرم و خشک است و در زمستان تحت تأثیر آب و هوای شهر صفاشهر هست.
فاصله مهردشت با ابرکوه ۲۰ کیلومتر ، با شهر صفاشهر ۵۰ کیلومتر است ، با شهر بوانات ۷۰ کیلومتر ، با مروست ۹۰ کیلومتر فاصله دارد. در مناطق جنوبی مهردشت چندین چشمه دائمی و رودخانه فصلی وجود دارد که به سمت شمال مهردشت یعنی کویر ابرکوه سرریز میشوند.
آب مصرفی کشاورزی در مهردشت از قنوات و چاه کشاورزی تامین می‌شود و شغل اکثر مردم مربوط به کشاورزی و دامداری است به طوری که دامداران به سمت جنوب مهردشت و صفاشهر استان فارس گسیل میشوند.

## امکانات شهری
کتابخانه عمومی، پمپ بنزین، آتشنشانی، پارک، سه زورخانه در سه محله، دبیرستان پسرانه و دخترانه متوسطه اول و دوم، درمانگاه، پست، بانک کشاورزی، بانک صادرات، بانک انصار، پست بانک، سالن ورزشی، کلانتری، رستوران، ساندویچی، شیرینی فروشی.

## مردم
مردم این منطقه، مسلمان و شیعه دوازده امامی هستند. 
مردم شهر مهردشت به زبان فارسی صحبت میکنند اما وام واژه های لری و ترکی و کردی زیادی به داخل گویش آنها راه پیدا کرده که آن را متمایز کرده. شهر مهردشت دارای سه نوع گویش مختلف در هر محله ای می‌باشد که اختلاف آوایی آنها بسیار مشهود است. 
شغل اکثر مردم کشاورزی، دامپروری، رانندگی و کاسبی سیار است. 
صمیمیت و نوع دوستی از خلقیات برجسته‌ی مردم مهردشت است. 
بیشترین جمعیت شهر در محله مهرآباد و بعد آن اردی و نصرت آباد ساکن هستند. 
فرهنگ عمومی شهر مهردشت شامل مراسمات مذهبی، مراسمات نوروز، عروسی، عزاداری و... است. فرهنگ کلی این شهر نیز مانند فرهنگ کلی ایران است. پوشش مردم نیز پوشش رایج در ایران است. نوع معماری منازل مسکونی نیز جدیدا مانند معماری رایج در ایران است.

## مهرآباد مهردشت در سفرنامه تاورنیه
چنانکه باشندگان اولیه قریه مهرآباد ابرقوه همگی گبر بوده به حرب، شاه اسماعیل صفوی آنان را شیعه نمود هنوز اثرات آنان باقی است و شاه عباس کبیر پنج طایفه چچنی و یک طایفه کاختی را روانه این قریه کرده است تا اول از نحوه سرکوب سرکشان مطلع باشد و ثانی از هجوم عشایرات بلوک جنوب فارس در امان بماند ، طایفه کاختی که ایلادزه گویند قریه اردی را بنا کردند و چهار طایفه چچنی در قریه مهرآباد ساکن هستند و یک طایفه چچنی در حین اسارت هلاک شدند. شغل این مردم در موطن خود اسلحه سازی و آهنگری بوده اما اکنون به کشاورزی و دامداری مشغولند.

## محله مهرآباد مهردشت در کتاب احسن التواریخ
طبق کتاب احسن‌التواریخ اکثر مردم محله‌ی مهرآباد دارای تبار  چچنی هستند که در زمان شاه عباس کبیر به این منطقه تبعید شدند. شاه عباس کبیر در مجموع ده بار به قفقاز لشکر کشید  ارمنی‌ها  و گرجی‌ها توسط وی به اصفهان تبعید شدند، چچنی ها مقاومت بیشتری کردند اما بالاخره شکست سختی خوردند و شاه عباس کبیر با پیشنهاد وزیر اعظمش حاتم بیگ اردوبادی بقیه آنها را به این منطقه فرستاد تا کمترین شباهتی به محل زندگی آنها نداشته باشد. اما توانستند خود را با شرایط وفق بدهند. در زمان حمله افغانها محمود افغان از مسیر ابرکوه به اصفهان رفت و مردم این مناطق معروف به سرحدات در مقابل محمد افغان بسیار مقاومت کردند اما حکومت مرکزی انگیزه ای برای شکست محمود افغان نداشت و باعث شد مقاومت مردم این منطقه هم شکست بخورد. در جنگ کرنال از سپاهیان سواره نادرشاه افشار بودند و به انتقام حمله محمود افغان برخواستند.
امروزه اکثر مردم محله‌ی مهرآباد از نوادگان تبعیدیان چچنی هستند که با مردمان بومی آمیخته شدند اما خصائل اجداد خود را نیز به ارث بردند که دلیلی بر نژاد قفقازی آنها است. اغلب افراد دارای تبار چچنی دارای قد بلند، هیکل درشت، پوست سفید، مو و ریش بور و توان بدنی بالا هستند از مهمترین ویژگی چچنی تباران مهردشت وجود روحیه سلحشوری و شجاعت است که بیشتر شهدای مهرآباد چچنی تبار بودند.
متاسفانه به دلیل همگون سازی فرهنگی در شهر مهردشت طی قرن ها ، فرهنگ آنها کاملا ایرانی و فارسی شده است ولی مواردی کمی از فرهنگ و زبان گذشته آنها باقی مانده است.
طبق شنیده ها، مردم محله‌ی نصرت آباد، مهاجرین از سمت شهر یزد هستند.